# Roomies
Roomies es una serie original de MVS Comunicaciones transmitida por el canal 52MX. Se estrenó el 18 de abril de 2010 en México. Es una serie que ha hecho historia en México por tratar la temática juvenil de un modo realista y romper con los esquemas de las telenovelas. Los episodios recién emitidos se suben a la web en blip.tv y se ponen a la venta en iTunes de la marca Apple.

## Sinopsis
Roomies trata las aventuras que viven dos adultos jóvenes que comparten un departamento en la Ciudad de México, salen por las noches a reportar la vida nocturna de esta urbe cosmopolita sin mantenerse al margen de la fiesta, por el contrario, a donde van los roomies va la fiesta. Pasando por toda clase de aventuras y escenas bizarras que, como lo mencionan en la serie, plasman el surrealismo de México, aderezado con el lenguaje coloquial, los modismos y neologismos que aportan ese realismo a la historia, frases y palabras que jamás se escuchan en un culebrón.
La historia gira en torno a sus protagonistas: Héctor, interpretado por Daniel García y su roomie Omar, interpretado por José Manuel March. Héctor es un escritor que trabaja para la revista "Chilango", una publicación especializada en la Ciudad de México, Héctor debe de salir a hacer reportajes de las fiestas y eventos de la ciudad. Tiene una personalidad un tanto retraída por lo que sus amigos lo llaman "aguafiestas" y "flirtarded" que es algo así como "retrasado mental para flirtear" es como la conciencia del grupo y sigue enamorado de su exnovia Miriam. Omar tiene una personalidad completamente opuesta a la de su roomie, es un experto en el ligue, extrovertido, no trabaja, sueña con ser rockstar y se comporta como tal, su amigo Héctor lo llama "neandertal" o "simio".
Además de los protagonistas están sus amigos: Javier Hugo quien siempre tiene una actitud neutral y positiva ante todo y "El Mao" quien tiene una personalidad parecida a Omar pero llevada al extremo, más desfachatado, holgazán y hasta patán. Miiriam, la exnovia de Héctor también juega un papel importante, tiene una personalidad linda, amigable y siempre acompaña a los roomies a todas las fiestas. Cabe mencionar que a lo largo de la temporada los personajes van desarrollando y evolucionando sus personalidades, alejándolos de los típicos personajes unidimensionales de las telenovelas.

## Elenco

### Principales
- Daniel García como Héctor Pavia.
- José Manuel March como Omar Arriaga.
- Gaby Kroetzsch como Miriam Varela.
- Víctor Lozano como El Mau.
- Edgar Vera Ragdé como Javier Hugo.
- Malisha como Paulina.
- Zelma Cherem como Mafer.
- Laila Tornero como Lucía.
- Sonsoles Rodríguez como Tania Orozco.
- Sergio Gutiérrez como El Tigre.
- César "El Pollo" Aguirre como Ramiro Altunaga.
- Alberto Urrutia como Joaquín Beltrán.

### Secundarios
- Horacio Beamonte como Memo.
- Gerardo Ochoa como Igor.
- Pilar Urrutia como Jazmín.
- Lobo Elías como Juvenal.
- Agustín Ruesjas como Nacho.
- Sofía Sanz como Julie.
- Shocker como Shocker.
- Adrián Jiménez como Nane.
- Alinka Cortes Duran como Gladis.
- Leonardo Albarrán como Leo.
- Poc Sáenz Reyes como Poc.
- Carlos Kapisztran como Jesús.
- Margarita Orozco como Sandra.